# Pokret žutih prsluka
Pokret žutih prsluka (fra. Mouvement des gilets jaunes, eng. Yellow vests movement), prosvjedni pokret izrastao iz organiziranog otpora politici francuskog predsjednika Emmanuela Macrona, koji se vremenom proširio i na Italiju, Belgiju i Nizozemsku krajem 2018. godine. Pokret je u Francuskoj izrastao iz otpora poskupljenju životnih uvjeta, novom oporezivanju i smanjenju životnog standarda, što se ponajviše odnosi na poreze koje je Macronova vlada uvela na dizel i benzin, s ciljem poticanja građana na kupnju električnih automobila. 

## Uzroci i okolnosti nastanka pokreta

### Gospodarski uzroci
Pripadnici pokreta većinom su Francuzi srednjeg i radničkog sloja koji su postupnom gentrifikacijom izbačeni iz iz središta velikih gradova, ali i potisnuti iz predgrađa većih gradova koja su nastanili afrički i arapski migranti pristigli tijekom migracijske krize prethodnih godina, o čemu su pisali Georges Bensoussan u djelu Izgubljeni teritoriji Republike ↓nap i Renaud Camus u djelu Velika zamjena ↓nap2 Na sličnom tragu, novinar David Goodhart opisao je ovu pojavu ističući podjelu i suprotnosti između pripadnika bloka »Somewhere«-a (urbano-građansko situirani i povlašteni) i drugih slojeva koji, marginizirani, ne pripadaju nikamo (»Anywhere«) iz periferije.
Pokret je nastao spontano, prvotno neorganiziranim okupljanjem protivnika novog oporezivanja, ali i cjelokupne Macronove politike i pisanjem mrežnih predstavka (e-peticija) u kojima su se potpisnici izjasnili protiv navedenih reformi. Prema podatcima Francuske saveza naftnih prerađivača, cijena litre dizela narasla je u razdoblju između listopada 2017. i listopada 2018. za prosječno između 14% i 22%, pri čemu je jedna trećina tog porasta izravno uzrokovana novoizglasanim reformama (koje su uključile i blago povećanje opće stope PDV-a), dok je ostatak od dvije trećine posljedica rasta cijene barela nafte na svjetskom tržištu.
Pokret se razvio u okolnostima loših gospodarskih rezultata Macronove vlade: nezaposlenost je narasla na rekordnih 9%, broj francuskih građana koji su živjeli ispod granice siromaštva narastao na 8,8 milijuna (14% stanovništva), pad prosječne francuske plaće zbog kojeg je 5 milijuna Francuza u tom trenutku živjelo s osobnim mjesečnim prihodima manjim od 855 eura. Po preuzimanju mandata Macronove vlade, ukupni državni prihodi od oporezivanja dosegli su 45% udjela u BDP-u, najvišu vrijednost od svih visokorazvijenih zemalja. Macron je uvođenjem osam novoizglasanih poreza povećao udio prihoda u BDP-u na rekordnih 57%, 16% više od prosjeka članica Organizacije za ekonomsku suradnju i razvoj.

### Sigurnosni uzroci
Uz prisutne gospodarske probleme, revolt građana djelomično je uzrokovalo i opće stanje nesigurnosti u zemlji, očitovano u postojanju tzv. »no-go zona«, područja bezvlašća i izostanka policijskog nadzora, uopće i prisutnosti državno-pravnih sigurnosnih tijela tj. izostanak predstavnika francuskog zakona i države. Rastuće »no-go zone« pretvorile su enklave, etnički očišćene od Francuza, a na predgrađima većih gradova prerasli su u slamove. Tako je primjerice, samo u pokrajini Ile-de-France krajem 2018. postojalo 100 divljih migrantskih naselja u kojima nije djelovala francuska policija tj. nije ih držala pod svojom jurisdikcijom.
Sam Macron priznao je u svibnju 2018. kako je Francuska "izgubila borbu protiv krijumčarenja droge u predgrađima svojih gradova". SLiče izjave u više navrata davao je i ministar unutarnjih poslova Gérard Collomb, koji je zbog okolnosti i sigurnosne situacije u zemlji dao ostavku u listopadu 2018. Prilikom ostavke izjavio je kako su "islamski radikali i švereceri droge preuzeli Republiku". Osobno je i potvrdio navode koje je autor Éric Zemmour iznio u svojoj knjizi Samoubojstvo Francuske (fr. Le Suicide Français), opisujući sigurnosno stanje u Francuskoj i narušavanje njezinog ustavno-pravnog poretka na njezinom vlastitom teritoriju.
Narušena sigurnosna situacija dovela je do učestalih prosvjeda i društvenih nemira diljem francuskog teritorija, a ponajviše u gradovima čija su predgrađa bila pogođena rastom nasilja i »klijanju« »no-go zona«, područja bez kontrole i zaštite Republike Francuske, što ogorčenog francuskog građanstva, što migranata nezadovoljnih francuskom socijalnom politikom i socijalnim davanjima. Nemire su dodatno razbuktavale i povremeni usmeni ispadi francuskom predsjednika, poput izjave o "onim [francuskim građanima] koji su uspjeli i onima koji nisu", ali i izjave iz 2014. o "nepismenim" zaposlenicama bankrotiranih poduzeća, izrečene još za vrijeme njegova mandata u Ministarstvu gospodarstva. Također, izazvao je revolt u francuskoj javnosti svojom porukom nezaposlenim građanima, koji uvijek mogu "prijeći cestu" i otići u Dansku, koja nudi bolje mogućnosti zaposlenja. Osim neprimjerenih izjava u vidu svoje gospodarske politike, Macron je razljutio dio građanstva izjavama o uspostavi "islamske Francuske" te o pozitivnim vidovima islamizacije francuskog društva, unatoč jasnom opredijeljenju islamskog religijskog vodstva protiv demokratskog uređenja kao prihvatljivoga.

## Prosvjedi
Spontano okupljanje potaknulo je opću mobilizaciju građana diljem Francuske, koji su u prvim tjednima postavili pregrade (barikade) na 2000 mjesta u cijeloj zemlji uz sudjelovanje između 290 i 300 000 prosvjednika, čiji je broj u narednim tjednima narastao i preko milijun.
15. prosinca 2018. diljem Hrvatske održani su prosvjedi u kojima su prosvjednici nosili žute prsluke. U Zagrebu se okupilo nekoliko stotina prosvjednika, u Splitu, Puli, Rijeci i Čakovcu nekoliko desetaka. Nije prijavljena nikakva materijalna šteta te nije bilo uhićenih osoba. 

### Ekonomska šteta
Prema procjenama Francuske udruge trgovaca prosvjedi su do 8. prosinca prouzrokovali oko milijardu eura direktne i indirektne ekonomske štete. Pariške lokalne vlasti objavom su potvrdile ekonomsku štetu u gradu koja se broji u milijunima eura.
Francuski ministar financija Bruno Le Maire izjavio je kako su pojedini ekonomski sektori pretrpjeli smanjenje prihoda od 15-50% (trgovina na malo od 20-40%, hotelska industrija je imala 15-25% manje rezervacija, a restorani (ovisno o lokaciji) 20-50% manje obroka).
Pekarnice u francuskom departmanu Côte-d'Or za vrijeme prosvjeda bilježile su pad od 50% u ukupnim prihodima. Trgovine na Elizejskoj poljani 3. prosinca zabilježile su ukupne gubitke od oko 8 milijuna eura.
Udruga koja oko sebe okuplja prehrambene proizvođače procijenila je da bi ukupni gubitci u agroindustriji trebali biti oko 13 milijardi eura. Kao glavne faktore gubitka naveli su manju potrošnju vikendima te blokade transporta i trgovačkih centara.

## Izvan Francuske

### Hrvatska
Na Facebooku je osnovana grupa Žuti prsluci Hrvatska koja na dan 10. travnja 2019. brojila nešto više od 18 000 članova. Grupu je osnovala i moderira ju politička stranka Slobodna Hrvatska Žuti prsluci Hrvatske prosvjedovali su u prosincu 2018. u Zagrebu (Trg bana Jelačića), Puli, Čakovcu i Rijeci. Među ciljevima prosvjeda istaknuli su „beskompromisni obračun s korupcijom, reforma pravosuđa, novi ovršni zakon i zakon o podrijetlu imovine”.

### Crna Gora
U Crnoj Gori se 9. prosinca 2018. okupilo oko 1000 osoba na prosjvedima koje je organizirao oporbeni Demokratski front zbog uhićenja vlastitih dužnostnika Nebojše Medojevića i Milana Kneževića. Organizatori prosvjeda dijelili su žute prsluke.

### Italija
U Italiji pokret je inspirirao osnivanje grupe na društvenoj mreži Facebook koju osniva trgovac iz Torina Alberto Nardozzi. U svojoj izjavi za britanski The Guardian rekao je kako grupa za razliku od Francuza podržava svoju vladu te da se bore protiv intervencionističke politike Europske unije. Grupa početak javnog djelovanja na ulicama planira u siječnju 2019.

### Belgija
8. prosinca 2018. na ulicama glavnog grada Belgije, Bruxellesa, održani su prosvjedi inspirirani francuskim Žutim prslucima. Policija je na prosvjednike višekratno ispalila suzavac i rastjeravala ih vodenim topovima, a prosvjednici su policiju gađali kamenjima, vatrometima, signalnim raketama i sl. Okršaji prosvjednika i policije doveli su do oko 400 uhićenih osoba.

### Nizozemska
Prosvjedi inspirirani Žutim prslucima održani su i u Nizozemskoj. Oko 200 prosvjednika 8. prosinca okupilo se u glavnom gradu Amsterdamu. Prosvjedi su bili mirne naravi, a zabilježena su samo tri uhićene osobe. U Rotterdamu se istog dana okupilo oko 200 osoba, uglavnom starijih osoba nezadovoljnih financijskom situacijom. U Haagu je istog dana prosvjedovalo 100 osoba, okupljanje je bilo spontane naravi.

### Egipat
Egipatska vlada krajem 2018. zabranila je prodaju žutih prsluka svima osim pojedinim kompanijama zbog straha od širenja prosvjeda unutar vlastitih državnih granica uoči obljetnice egipatske revolucije iz 2011. Zabrana prodaje prsluka bit će na snazi do kraja siječnja 2019.

### Kanada
8. prosinca 2018. u Kanadi su održani prosvjedi protiv migracijskog pakta i poreza na ugljen. Tijekom okupljanja nije prijavljena niti jedna žrtva, kao ni materijalna šteta, a okupljeni su nosili žute prsluke.

## Napomene
↑nap  Naslov izvornika: Les Territoires perdus de la République - antisémitisme, racisme et sexisme en milieu scolaire 

↑nap2  Naslov izvornika: Le grand remplacement